# Batuje
Batuje (in italiano in passato Battuglia) è un paese della Slovenia, insediamento (naselje) del comune di Aidùssina.
La località, che si trova a 128,1 metri s.l.m., a 12,1 km ad ovest del capoluogo comunale ed a 15,7 kilometri dal confine italiano, è situata al centro della Valle del Vipacco, vicino alla strada Aidussina – Nova Gorica. È capoluogo di una delle 28 comunità locali in cui si suddivide il comune.

## Geografia fisica

### Alture principali
Kokonel, mt 143

### Corsi d'acqua
Fiume Vipacco (Vipava), Konjščak.

## Storia
Dopo la caduta dell'Impero romano d'Occidente, e la parentesi del Regno ostrogoto, i Longobardi si insediarono nel suo territorio, seguiti poi attorno al VI secolo da popolazioni slave. Alla caduta del Regno longobardo subentrarono quindi i Franchi; nell'887 Arnolfo, Re dei Franchi orientali, istituì la marca di Carniola; nel 957 la Carniola passò sotto l'autorità del Duca di Baviera e poi nel 976 nel Ducato di Carinzia appena costituito dall'imperatore Ottone II.

In seguito il Ducato di Carinzia passò, come ricompensa per i servigi resi all'imperatore Rodolfo I contro Ottocaro II di Boemia, a Mainardo II di Tirolo-Gorizia; il suo territorio entrò quindi nella Contea di Gorizia e in seguito, nel 1500 passando alla Casa d’Asburgo, nella Contea di Gorizia e Gradisca.

Con il trattato di Schönbrunn (1809) entrò a far parte delle Province Illiriche.

Col Congresso di Vienna nel 1815 rientrò in mano austriaca divenendo comune catastale autonomo. Era noto col toponimo italiano di Battuglia e con quelli sloveni di Batulja o Batuje. In seguito venne aggregato al vicino comune di Cernizza (Cernica, poi Črniče).
Dopo la prima guerra mondiale entrò a far parte del Regno d'Italia, venendo inquadrato nel 1923 nella Provincia del Friuli, sempre come frazione del comune di Cernizza (rinominato dal 1923 Cernizza Goriziana). Il nome del paese divenne dapprima Batuie, e poi dal 1923 nuovamente Battuglia. Nel 1927 il comune di Cernizza Goriziana passò alla ricostituita Provincia di Gorizia.
In seguito alla seconda guerra mondiale e ai Trattati di Parigi nel 1947 il paese passò alla Jugoslavia. Dal 1991 fa parte della Slovenia.

## Infrastrutture e trasporti

### Ferrovie
La località è servita dall'omonima stazione, posta sulla linea Gorizia-Aidussina.